# John Cockerill (compañía)
John Cockerill, anteriormente Cockerill Maintenance & Ingénierie (CMI), es un grupo de ingeniería mecánica con sede en Seraing, Bélgica. Produce maquinaria para plantas siderúrgicas, equipos industriales de recuperación de calor y calderas, así como locomotoras de maniobra y equipos militares.

## Historia
En 1817, John Cockerill y su hermano Charles James Cockerill establecieron una fundición de hierro en Seraing. Además de crear una herrería, John Cockerill también inició actividades de construcción de maquinaria, siguiendo los pasos de su padre, William Cockerill, que había hecho su fortuna construyendo máquinas para la industria textil en la región de Lieja. En 1825, la empresa pasó a llamarse John Cockerill & Cie.
La empresa produjo la maquinaria industrial primaria de la época: máquinas de vapor, ventiladores de alto horno, etc. En 1835, la empresa produjo la primera locomotora de vapor belga, Le Belge, iniciando una tradición de construcción de locomotoras para los ferrocarriles de Bélgica. Una asociación con equipo militar también comenzó a principios del siglo XIX, construyendo un acorazado para la armada del Reino Unido de los Países Bajos en 1825.
En 1981, la empresa se había convertido en parte del grupo Cockerill-Sambre, que tenía problemas financieros. En 1982, Cockerill-Mechanique (con un capital de ~ 2 mil millones de francos belgas) se convirtió en una subsidiaria de propiedad total de ese grupo como Cockerill Mechanical Industries. La empresa era una de las partes más rentables del grupo y estaba previsto vender la empresa como parte del desmantelamiento de Cockerill-Sambre, pero el plan no se llevó a cabo. La empresa siguió siendo una división de Cockerill-Sambre (y su sucesora Usinor) hasta 2002, cuando se vendió a inversores privados.
En 2004, la compañía pasó a llamarse Cockerill Maintenance & Ingénierie (CMI), luego volvió a cambiar a su nombre original John Cockerill en mayo de 2019.

## Actividades y productos

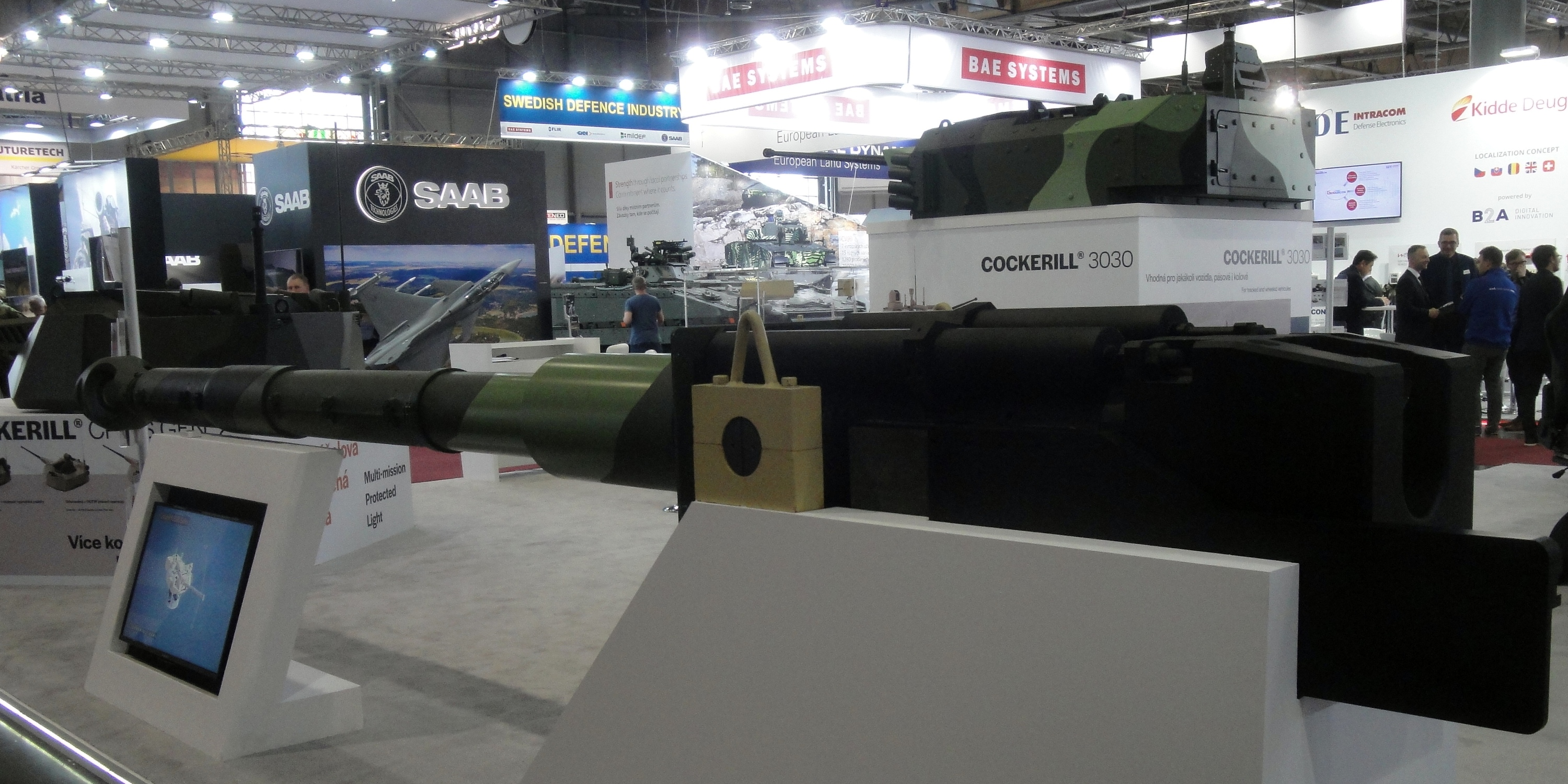
Cañón Cockerill 105 HP

El negocio principal de la empresa es la ingeniería mecánica del metal con énfasis en maquinaria relacionada o utilizada en acerías; El mantenimiento, remodelación y reparación de equipos también forman parte del negocio de la empresa.
La subdivisión de la industria fabrica equipos para el tratamiento de bobinas de acero que incluyen líneas de decapado, recocido, inmersión en caliente y electrogalvanizado, laminadores y hornos de recalentamiento para la industria del acero, así como locomotoras de maniobras.
Los productos de la subdivisión de energía incluyen calderas y generadores de vapor de recuperación de calor.  A fines de la década de 2000, la compañía desarrolló receptores solares de alta temperatura para estaciones de energía solar, con la primera instalación en 2014 como parte de la estación de energía Khi Solar One en Upington, Sudáfrica.
Los productos principales de la subdivisión de defensa son cañones de 90 mm y torretas para vehículos blindados ligeros.

## Controversia
Las ONG expresaron su preocupación por la validez de las licencias que autorizan a la empresa a vender armas a Arabia Saudita, dada la implicación de este país en un conflicto con Yemen. Un consorcio de periodistas dijo que encontró evidencia de que Arabia Saudita está usando algunas de estas armas en este conflicto.